# Ampliació de la zona euro

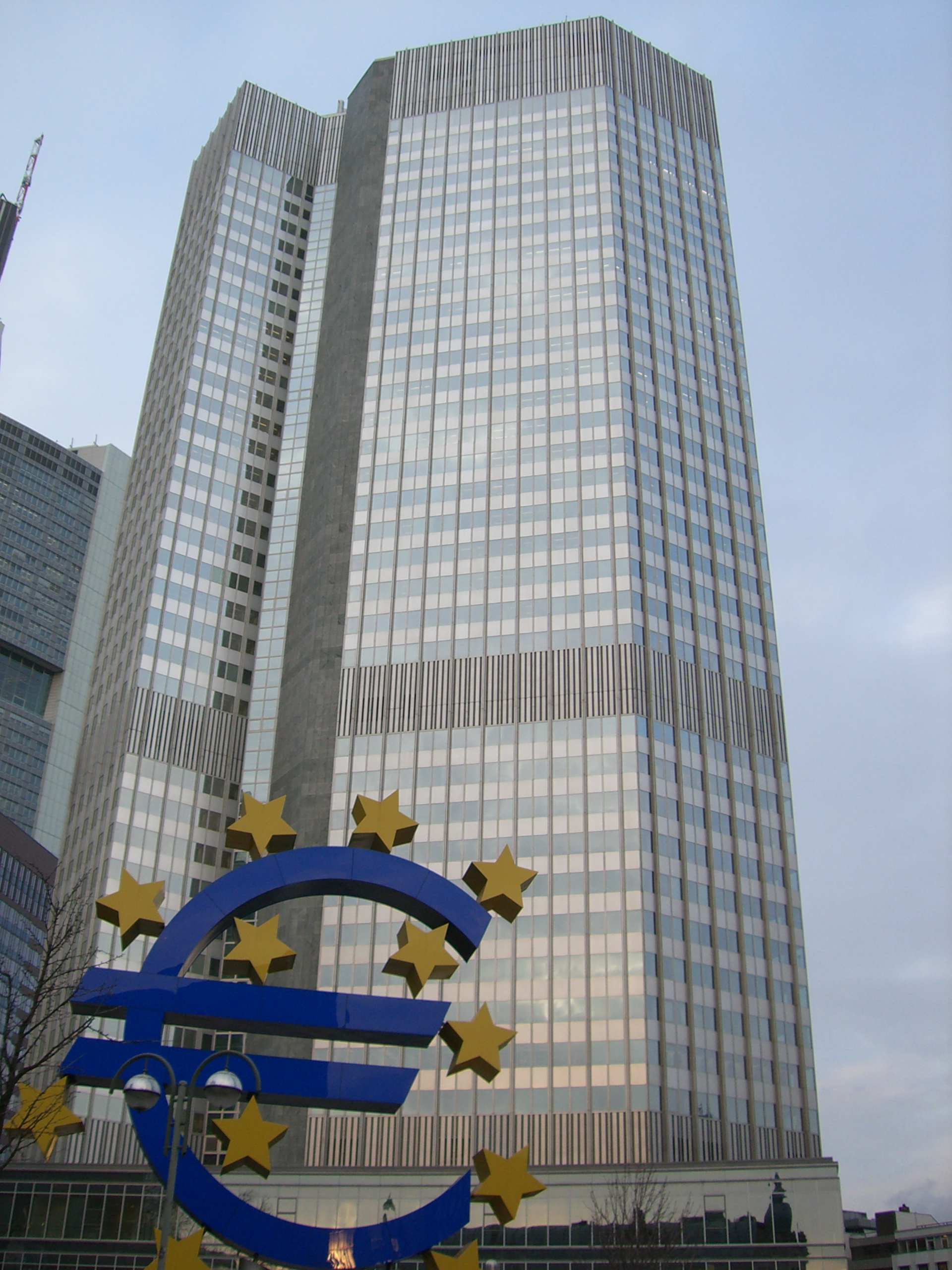
Edifici del Banc Central Europeu a Frankfurt

Estats de la zona euro (18)
Estats de la UE que tenen l'obligació d'unir-se a la zona euro (8)
Estats de la UE amb una clàusula d'exclusió (2)
Estats de fora de la UE que utilitzen l'euro dins del marc d'un acord amb la Unió (4)
Estats i àrees de fora de la UE que utilitzen l'euro sense un acord (2)

L'ampliació de la zona euro és el procés pel qual els estats membres de la Unió Europea abandonen les seves respectives monedes nacionals i adopten l'euro, també conegut com a moneda única. L'1 de gener del 1999 s'introduí la nova moneda de manera oficial. Onze països de la Unió Europea s'acolliren a la moneda única: Alemanya, Àustria, Bèlgica, Espanya, Finlàndia, França, Irlanda, Itàlia, Luxemburg, Països Baixos i Portugal, així com altres països de fora de la Unió Europea: Mònaco, San Marino i la Ciutat del Vaticà, que adoptaren la moneda a través d'acords que mantenien amb països de la Unió Europea (amb França en el cas de Mònaco i amb Itàlia en el cas de San Marino i la Ciutat del Vaticà). La primera ampliació de la zona euro fou la incorporació de Grècia, la moneda de la qual quedà lligada de forma irrevocable amb l'euro a partir del 2001. Tanmateix, Grècia canvià la seva moneda física l'1 de gener del 2002, el mateix dia que la resta de membres fundadors. Les següents d'incorporacions a la zona euro foren les d'Eslovènia (1 de gener del 2007), Malta i Xipre (1 de gener del 2008), Eslovàquia (1 de gener del 2009), Estònia (1 de gener del 2011), Letònia (1 de gener del 2014) i Croàcia (1 de gener del 2023).

## Antigues ampliacions

### Grècia
Grècia fou el primer país a unir-se a la zona euro després del llançament de la moneda el 1999. La dracma grega formava part de l'ERM II des del 31 de desembre del 1998 amb un tipus central i una banda de fluctuació del ± 15%; aquest tipus central es modificà el 17 de gener del 2000 fins a 340,750 dracmes = 1 euro. El tipus de 340,750 dracmes = 1 euro fou confirmat com a tipus de canvi irrevocable el 19 de juny del 2000 i Grècia s'uní formalment a la zona euro l'1 de gener del 2001. Les monedes de dracma grega foren substituïdes per les monedes i bitllets d'euro l'1 de gener del 2002, juntament amb els altres onze països que l'adoptaren com a moneda el 1999.

### Eslovènia
Eslovènia fou el primer país a unir-se a la zona euro després del llançament de les monedes i bitllets. L'euro substituí el tolar eslovè l'1 de gener del 2007. El tipus de canvi entre l'euro i el tolar es fixà l'11 de juliol del 2006 a 239,640 tolars = 1 euro. Fins aleshores, el tolar eslovè havia estat vinculat a l'euro dins de l'ERM II amb un tipus de canvi de 239,640 tolars = 1 euro amb una banda de fluctuació de ± 15%. A diferència dels llançaments anteriors, l'efectiu i les transaccions no monetàries s'introduïren de forma simultània.

### Malta
Malta canvià la lira maltesa per l'euro l'1 de gener del 2008. Els objectius es confirmaren oficialment el 26 de febrer del 2007. El 16 de maig del 2007, la Comissió Europea donà llum verd per la introducció al gener del 2008 amb el suport del Banc Central Europeu. Els ministres de Finances de la UE donaren llum verda el 10 de juliol del 2007 i la taxa de conversió es fixà en 0,429300 lires = 1 euro. Fins aleshores, la lira maltesa havia estat vinculada a l'euro dins de l'ERM II amb un tipus de canvi de 0,429300 lires = 1 euro amb una banda de fluctuació de ± 15%.

### Xipre
Xipre canvià la lliura xipriota per l'euro l'1 de gener del 2008. Una carta formal de sol·licitud d'adhesió fou enviada el 13 de febrer del 2007. El 16 de maig del 2007, la Comissió Europea, amb el suport del Banc Central Europeu, donà el seu vistiplau per la introducció al gener del 2008. La decisió final fou presa pels ministres de Finances de la UE (Economia i Finances) el 10 de juliol del 2007 i el tipus de conversió es fixà en 0,585274 lliures = 1 euro. Fins aleshores, la lliura xipriota havia estat vinculada a l'euro dins de l'ERM II amb un tipus de canvi de 0,585274 lliures = 1 euro amb una banda de fluctuació de ± 15%. L'euro s'utilitza només en el govern de les zones controlades per la República, les bases sobiranes d'Akrotiri i Dekélia (sota la jurisdicció del Regne Unit però fora de la UE) i a la zona tampó de les Nacions Unides a Xipre. L'estat de fet de la República Turca del Nord de Xipre continua utilitzant la nova lira turca com a moneda principal i l'euro com a moneda secundària.

### Eslovàquia
Eslovàquia adoptà l'euro l'1 de gener del 2009. La corona eslovaca formà part de l'ERM II a partir del 28 de novembre del 2005 amb un tipus central i una banda de fluctuació del ± 15%; aquest tipus central es modificà el 17 de març del 2007 i de nou el 28 de maig del 2008 fins a 30,1260 corones = 1 euro. El tipus de 30,1260 corones = 1 euro fou confirmat com a tipus de canvi irrevocable el 8 de juliol del 2008.
Per facilitar el procés de conversió a l'euro, l'1 d'abril del 2008 el Banc Nacional d'Eslovàquia anuncià el seu pla per la retirada de monedes i bitllets de corona eslovaca. Pocs dies després, el 5 d'abril del 2008, Eslovàquia sol·licità oficialment entrar a la zona euro. El 7 de maig del 2008, la Comissió Europea aprovà la petició i demanà als estats membres que donessin suport a la candidatura durant la reunió dels ministres de Finances de la UE al juliol del 2008. L'entrada d'Eslovàquia a la zona euro la decidiren els ministres d'Economía i Finances de la Unió Europea el 8 de juliol del 2008.
Eslovàquia complia els criteris de convergència. La inflació anual del 2,2% estava molt per sota del sostre del 3,2%. Tanmateix, al març del 2008 la inflació anual fou del 3,6%. El dèficit fiscal fou del 2,2% davant del valor de referència del 3,0%. Finalment, la ràtio de deute públic, el 29,4% del PIB el 2007, estava molt per sota de la taxa màxima del 60,0%. L'opinió pública donà suport al canvi amb un 58% a favor i un 35% en contra, però amb un 65% de la població preocupada per l'alt impacte inflacionari conseqüència de l'adopció. Tres mesos després de l'entrada de l'euro, el 83% dels eslovacs consideraven encertada la decisió d'adoptar l'euro.

### Estònia
La corona estoniana formà part de l'ERM II, vinculada a l'euro amb un tipus de canvi de 15,6466 corones = 1 euro amb una banda de fluctuació de ± 15% fins a la fixació del tipus de canvi irrevocable respecte a l'euro en 15,6466 corones = 1 euro (la moneda estigué anteriorment lligada al marc alemany amb una equivalència de 8 corones = 1 marc). Totes les botigues d'Estònia mostraven des de 2008 els preus en euros. Estònia originalment pretenia adoptar l'euro l'1 de gener del 2007, però es posposà fins a l'1 de gener del 2008 (a causa de l'alta inflació del país, que estava fora dels paràmetres establerts per la Unió Europea) i més envadant a l'1 de gener del 2010, però una vegada més l'alta inflació del país posposaria l'entrada d'Estònia a la zona euro.
L'1 de novembre del 2007, el primer ministre d'Estònia, Andrus Ansip, es comprometé a seguir una política fiscal restrictiva per poder adoptar l'euro tan aviat com fos possible malgrat l'elevada inflació. El 14 de març del 2008, digué en una entrevista amb Reuters que Estònia podria unir-se a la zona euro el 2011.
La Comissió Europea adoptà el 12 de maig del 2010 el seu informe periòdic sobre la disposició de convergència de l'euro. S'arribà a la conclusió que Estònia complia els criteris per adoptar l'euro i es feu una proposta al Consell al respecte. El 8 de juny del 2010, els ministres d'Economia de la Unió Europea decidiren a Luxemburg que Estònia s'uniria a la zona euro l'1 de gener del 2011. El 13 de juliol del 2010, Estònia rebé l'aprovació del Consell d'Afers Econòmics i Financers de la UE (ECOFIN) per l'adopció de l'euro mantenint el tipus de canvi de 15,6466 corones = 1 euro.

### Letònia
Letònia és membre de la Unió Europea des de l'1 de maig del 2004. El lats letó formà part de l'ERM II a partir del 2 de maig del 2005. Ha estat vinculat a l'euro amb un tipus de canvi de 0,702804 lats = 1 euro amb una banda de fluctuació del ± 15% fins a la fixació del tipus de canvi irrevocable respecte a l'euro en 0,702804 lats = 1 euro. Letònia havia planejat originalment adoptar l'euro l'1 de gener del 2008, però el 2007 es posposà fins al 2012 i fins al 2013; i el 2011, fins al 2014.
El 5 de juny del 2013, la Comissió Europea recomanà que Letònia adoptés l'euro l'1 de gener del 2014 i es convertís així en el divuitè estat membre de la zona euro. L'entrada de Letònia a l'euro rebé el suport dels caps d'estat i de govern de la UE a la cimera que se celebrà el 27 i 28 de juny i fou aprovada formalment pel Consell d'Afers Econòmics i Financers de la UE (ECOFIN) al juliol, juntament amb la fixació del tipus de canvi irrevocable respecte a l'euro en 0,702804 lats = 1 euro. L'1 de gener del 2014 s'incorporà a la zona euro, convertint-se en el divuitè país de la zona euro.

## Futures adopcions

Eurozona i resta de monedes de la UE

Els països de la Unió Europea que encara no pertanyen a la zona euro s'hi aniran incorporant progressivament. Les següents dates poden variar en funció de l'evolució econòmica i política de cada país i de la mateixa eurozona. Cap data no és definitiva fins que les institucions comunitàries hi donin el seu vistiplau:
| Adopció de l'euro pels estats membres de la UE |                  |      |                 |                           |                                        |
| País                                           | Moneda           | Codi | Tipus de canvi  | Data oficial de l'adopció | Data esperada de l'adopció             |
| Bulgària                                       | Lev búlgar       | BGN  | 1,95583         |                           | Sense data                             |
| Croàcia                                        | Kuna croata      | HRK  | Flexible        |                           | 1 de gener del 2019 com més aviat.     |
| Dinamarca                                      | Corona danesa    | DKK  | 7,46038 ± 2,25% |                           | (Clàusula d'excepció)                  |
| Hongria                                        | Fòrint hongarès  | HUF  | Flexible        |                           | 1 de gener del 2018 com més aviat.     |
| Lituània                                       | Litas lituà      | LTL  | 3,45280         |                           | 1 de gener del 2015 (data definitiva)  |
| Polònia                                        | Złoty polonès    | PLN  | Flexible        |                           | 1 de gener del 2019 com més aviat.     |
| Regne Unit                                     | Lliura esterlina | GBP  | Flexible        |                           | Clàusula d'excepció                    |
| Txèquia                                        | Corona txeca     | CZK  | Flexible        |                           | 1 de gener del 2019 com més aviat.     |
| Romania                                        | Leu romanès      | RON  | Flexible        |                           | 1 de gener del 2019 (objectiu oficial) |
| Suècia                                         | Corona sueca     | SEK  | Flexible        |                           | Sense data                             |

### Membres de l'ERM II

Membres de la zona euro (18)
Membres de l'ERM II (1)
Membres de l'ERM II amb clàusules d'excepció (1)
Membres de la UE amb clàusules d'excepció (1)
Resta de membres de la UE (7)

L'ERM II (European Exchange Rate Mechanism II) (Mecanisme de Tipus de Canvi II) és un acord signat entre el Banc Central Europeu i els bancs centrals nacionals dels països membres que no formen part de l'Eurosistema i té com a objectiu mantenir l'estabilitat dels tipus de canvi entre l'euro i les monedes nacionals participants en l'ERM II per evitar fluctuacions dels tipus de canvi.
A part de Dinamarca i el Regne Unit, que decidiren quedar-se fora (clàusules d'excepció) en el Tractat de Maastricht, s'espera que tots els altres membres de la UE s'uneixin a la zona euro. Els següents membres s'han adherit a l'ERM II, en el qual han de passar dos anys, abans que puguin adoptar l'euro.

#### Dinamarca
La corona danesa forma part de l'ERM II des de l'1 de gener del 1999, vinculada a l'euro amb un tipus de 7,46038 corones = 1 euro i una banda de fluctuació del ± 2,25%. Al desembre del 1992, Dinamarca negocià una sèrie de clàusules d'exclusió voluntària del Tractat de Maastricht, incloent-hi la no adopció de l'euro com a moneda. Això es feu en resposta al rebuig del Tractat de Maastricht pel poble danès en un referèndum a principis d'any. Com a resultat dels canvis, el tractat fou finalment ratificat en un posterior referèndum celebrat el 1993.
El 28 de setembre del 2000, un altre referèndum tingué lloc; aquesta vegada sobre l'adopció de l'euro, donant com a resultat un 53,2% en contra d'unir-se a la moneda única.
El 22 de novembre del 2007, el govern danès acabat de reelegir declarà la seva intenció de celebrar un nou referèndum sobre l'abolició de les quatre clàusules d'exclusió que posseeix Dinamarca amb la UE, incloent-hi l'adopció de l'euro, l'any 2011.
Tanmateix, aquell segon referèndum no arribà a realitzar-se i el nou govern elegit el 2011 no té intenció de celebrar-lo.
La crisi econòmica també dugué a un debat dins de les illes Fèroe, una dependència autònoma danesa fora de la UE, sobre si les illes haurien d'adoptar l'euro.

#### Lituània
Lituània és membre de la Unió Europea des de l'1 de maig del 2004. El litas lituà forma part de l'ERM II des del 28 de juny del 2004, estant vinculat a l'euro amb un tipus de 3,45280 litas = 1 euro amb una banda de fluctuació de ± 15% fins a la fixació del tipus de canvi irrevocable al juliol del 2014. Lituània inicialment fixà l'1 de gener del 2007 com a data objectiu per l'adhesió a l'euro, però la seva sol·licitud fou rebutjada per la Comissió Europea perquè la inflació era lleugerament superior al màxim permès. Al desembre del 2006, el Govern aprovà un nou pla de convergència que, alhora que reafirmava la intenció d'unir-se a la zona euro "al més aviat possible", assenyalava que els augments de la inflació prevista el 2007-2008 significarien que el millor període per l'adhesió a l'euro seria el 2010 o després.
El gener del 2013, el primer ministre Algirdas Butkevicius i el governador del Banc de Lituània, Vitas Vasiliauskas es posaren d'acord sobre l'aplicació d'un ambiciós pla que tenia com a objectiu l'adhesió de Lituània a la zona euro el 2015.
El 4 de juny del 2014, la Comissió Europea recomanà que Lituània adoptés l'euro l'1 de gener del 2015 i es convertís en el dinovè país de la zona euro en complir tots els criteris de convergència. El 27 de juny, els caps d'Estat i de Govern de la Unió Europea aprovaren aquesta adopció. Finalment, el 23 de juliol, el Consell de la Unió Europea aprovà la sol·licitud per la qual Lituània ingressarà a la zona euro l'1 de gener del 2015. El tipus de canvi irrevocable es fixà en 3,45280 litas = 1 euro.

### Obligats a unir-se
Pels nous estats membres que s'han anat incorporant a la Unió Europea des del 2004, la moneda única fou "part del paquet" d'adhesió a la Unió. A diferència dels casos del Regne Unit i Dinamarca, les clàusules d'exclusió no estan permeses.
Cal tenir en compte que tots els països que hagin d'adoptar l'euro hauran de romandre almenys dos anys dins de l'ERM II; per la qual cosa cap país dels següents, excepte Lituània, podrà adoptar l'euro fins al 2017 com més aviat.

#### Bulgària
El lev búlgar no forma part de l'ERM II, però està vinculat a l'euro des de la seva creació el 1999 (1,95583 BGN = 1 euro), car prèviament estigué vinculat al marc alemany a través d'un acord monetari signat el 1997 per ajudar a posar fi a la greu crisi financera i els problemes de pagament del deute extern. Bulgària s'incorporà a la Unió Europea l'1 de gener del 2007. Aquell mateix any, el ministre de Finances búlgar Plamen Oreixarski es fixà com a objectiu entrar a l'ERM II el 2009 i adoptar l'euro el 2012.
Tot i que la vinculació del lev a l'euro s'havia vist com a quelcom de beneficiós perquè el país complís diversos criteris d'adhesió tan aviat, la Unió Europea pressionà Bulgària perquè abandonés el tipus de canvi fix respecte a l'euro. Alguns factors en contra de la continuació del règim de convertibilitat eren l'alt nivell d'inflació, un tipus de canvi irreal i la baixa productivitat del país. Tanmateix, el ministre de Finances, Plamen Oreixarski, digué que el país ha de mantenir la convertibilitat fins que adopti la moneda única europea.
El 2007, Bulgària complia tres criteris per poder entrar a la zona euro: dèficit inferior al 3% del PIB, deute públic inferior al 60% del PIB i tipus d'interès a llarg termini inferiors al valor de referència (que en aquell moment era del 6,5%). El criteri d'estabilitat de preus no es complia, car la inflació a Bulgària en els 12 mesos anteriors al març del 2008 arribà al 9,4%, molt per sobre del valor de referència (que en aquell moment era del 3,2%).
El 2011, Bulgària aconseguí complir quatre criteris de convergència per l'adopció de l'euro. L'únic criteri que no complia era haver sigut membre de l'ERM II durant un mínim de dos anys. El ministre de Finances explicà que el govern prengué la decisió política de no sol·licitar la participació en l'ERM II mentre la crisi de deute sobirà de la zona euro no es resolgués.
Al setembre del 2012, Bulgària congelà indefinidament els esperats plans d'adoptar la moneda comuna. El primer ministre búlgar, Boiko Boríssov, i el ministre de Finances, Simeon Diankov manifestaren que els riscos que com a país planteja la pertinença a l'euro són massa alts.

#### Croàcia
La kuna croata no forma part de l'ERM II. Croàcia s'incorporà a la Unió Europea l'1 de juliol del 2013. El 2006, Croàcia complia diversos criteris de convergència (2,6% d'inflació, equilibri pressupostari al -3,0%, deute públic 56,2%). Tanmateix, actualment no els compleix a causa de la crisi econòmica.
Al juny del 2013, el Banc Central Europeu (BCE) esperava que Croàcia es convertís en membre de l'ERM II no abans del 2016 i adoptés l'euro el 2019.

#### Hongria
El fòrint hongarès no forma part de l'ERM II. Hongria s'incorporà a la Unió Europea l'1 de maig del 2004.
Hongria esperava adoptar l'euro l'1 de gener del 2010. La majoria d'estudis financers suggerí que Hongria no podria adoptar la moneda comuna a la data prevista a causa de l'elevat dèficit del país, que el 2006 superà el 10% del PIB.
Al març del 2012, el primer ministre hongarès, Viktor Orbán, digué que, com més aviat, Hongria adoptaria l'euro el 2018.

#### Lituània
Vegeu més amunt

#### Polònia
El złoty polonès no forma part de l'ERM II. Polònia s'incorporà a la Unió Europea l'1 de maig del 2004.
El juliol del 2009, el ministre d'Hisenda polonès, Dominik Radziwill, digué que Polònia podria entrar a la zona euro el 2014 si aconseguia complir els criteris fiscals el 2012.
Al desembre del 2011, el ministre de Relacions Exteriors polonès Radosław Sikorski digué que Polònia es proposava adoptar l'euro l'1 de gener del 2016, però només si "la zona euro es reforma abans i l'entrada és beneficiosa per a nosaltres".
El juliol del 2013, el primer ministre polonès, Donald Tusk, digué que Polònia no adoptaria l'euro abans del 2019.

#### República Txeca
La corona txeca no forma part de l'ERM II. La República Txeca s'incorporà a la Unió Europea l'1 de maig del 2004. Inicialment, la República Txeca esperava entrar a l'ERM II el 2008 o 2009, però el govern establí oficialment la data objectiu l'any 2010. Posteriorment, se suggerí 2013 com a data més encertada per l'adopció i més tard, a causa de la resistència política en aquest tema, es posposà fins al 2015, malgrat que el país està millor posicionat econòmicament que altres membres de la Unió per adoptar la moneda única.
Tots aquests retards són deguts a la falta de voluntat política. El ministre d'Hisenda, Eduard Janota, digué al gener del 2010 que no era realista per la República Txeca adoptar l'euro el 2015 sense una reforma profunda de les finances públiques. Fins i tot, a finals del 2010, sorgí un debat sobre si la República Txeca podia negociar una clàusula d'exempció per no unir-se a l'euro. Aquest debat fou impulsat en part pel president txec, l'euroescèptic Václav Klaus. El primer ministre txec, Petr Nečas, digué més tard que la clàusula no era necessària perquè la República Txeca no pot ser obligada a incorporar-se a l'ERM II, per la qual cosa decidirà per si mateixa quan complir un dels criteris obligatoris per unir-se a la zona euro, enfocament molt similar al de Suècia.
Al maig del 2013, el governador del Banc Nacional Txec, Miroslav Singer, digué que la República Txeca no adoptarà l'euro abans del 2019.

#### Romania
El leu romanès no forma part de l'ERM II. Romania s'incorporà a la Unió Europea l'1 de gener del 2007.
A l'abril del 2012, l'informe de convergència de Romania marcava com a data objectiu per l'adopció de l'euro l'1 de gener del 2015, cosa que no passà. Al novembre del 2012, el governador del Banc Nacional de Romania digué que havia sigut un gran benefici financer per Romania no formar part de l'euro durant la crisi del deute europea, però que el país en els anys vinents s'esforçaria per complir amb tots els criteris de convergència per l'adopció de l'euro.
A l'abril del 2013, Romania abandonà la data objectiu d'ingrés a l'euro prevista pel 2015, tot i que la seva adopció es mantingué com a objectiu fonamental pel país. Al desembre del 2013, el primer ministre romanès, Victor Ponta, estimà com a data realista per aquella adopció l'any 2018.
El 2014, a l'informe de convergència de Romania 2014-2017 s'establí com a objectiu l'1 de gener del 2019 per l'adopció de l'euro.

#### Suècia
La corona sueca no forma part de l'ERM II. Segons el Tractat d'Adhesió del 1994, aprovat per referèndum (52% a favor del Tractat), Suècia està obligada a unir-se a l'euro si, en algun moment, es compleixen els criteris de Maastricht. Tanmateix, el 14 de setembre del 2003, el 56% dels suecs votà en contra de l'adopció de l'euro en un referèndum. El govern suec ha argumentat que la permanència de Suècia fora de l'euro és legal, car un dels requisits per la pertinença a la zona euro és figurar com a membre de l'ERM II durant un mínim de dos anys, i Suècia simplement ha elegit romandre fora d'aquest mecanisme de tipus de canvi. La majoria dels partits més importants de Suècia segueix creient que seria d'interès nacional unir-se a l'euro, però tots s'han compromès a acatar el resultat d'un futur referèndum i, de moment, no mostren cap interès a plantejar la qüestió.
Abans de les eleccions parlamentàries de setembre del 2006, els principals partits acordaren no plantejar la qüestió abans de les següents eleccions parlamentàries (previstes per setembre del 2010). Semblaven d'acord que Suècia no adopti l'euro fins després d'un segon referèndum. Al desembre del 2007, el primer ministre suec, Fredrik Reinfeldt, declarà que no hi hauria cap referèndum fins que existeixi un suport estable a les enquestes. Mentre que anteriors sondejos d'opinió mostraren un suport estable pel «no», una enquesta d'abril del 2009 mostrà un 47% pel sí, un 45% pel no i un 8% d'indecisos.
Als anys següents, les enquestes tornaren a mostrar un fort suport pel «no».

### No obligats a unir-se

#### Dinamarca
Vegeu més amunt

#### Regne Unit
La lliura esterlina no forma part de l'ERM II. El Regne Unit té una clàusula d'exclusió voluntària de l'adhesió a la zona euro. Gordon Brown, ministre d'Hisenda al Govern de Tony Blair, establí "cinc proves econòmiques" que s'havien d'aprovar abans de recomendar l'entrada del Regne Unit a l'euro i es comprometé a celebrar un referèndum públic per decidir la pertinença a la zona euro.
El Regne Unit redissenyà la majoria de monedes el 2008. El diari alemany De Spiegel veié això com a indicació que el país no tenia intenció de canviar a l'euro en un futur pròxim.
El govern de coalició elegit el 2010 es comprometé a no formar part de l'euro durant la legislatura actual. És difícil l'adopció en un futur pròxim car es tracta d'un país amb un important euroescepticisme i en el qual gran part de la població està en contra de l'adopció de l'euro.
Les bases sobiranes britàniques d'Akrotiri i Dekélia, situades a l'illa de Xipre, introduïren l'euro alhora que Xipre, l'1 de gener del 2008. Anteriorment, utilitzaven la lliura xipriota. No tenen diferents monedes d'euro de les de Xipre.

### Extracomunitaris

#### Islàndia
Com a candidat oficial, s'espera que Islàndia passi a formar part de la Unió Europea en els anys vinents. Una vegada fet això, Islàndia estaria obligada a adoptar l'euro. A causa de la inestabilitat de la corona islandesa s'ha debatut l'adopció de l'euro. Tanmateix, segons Jürgen Stark, membre de la Junta Executiva del Banc Central Europeu, "Islàndia no adoptarà la moneda sense abans convertir-se en membre de la Unió Europea". Per això, Islàndia passà a ser candidata oficial de la Unió Europea tot i que, al maig del 2013, es paralitzaren indefinidament les negociacions per l'entrada a la Unió Europea.
Segons l'informe de convergència del Banc Central Europeu de maig del 2012, Islàndia no complia cap dels criteris de convergència. El 2013, aconseguí complir amb els criteris de dèficit i havia començat a disminuir la seva ràtio deute-PIB, però encara patia d'inflació i taxes d'interès a llarg termini elevades. A més, la corona havia de romandre almenys dos anys dins de l'ERM II.

## Resum del progrés d'adopció
Pels nous estats membres que s'han anat incorporant a la Unió Europea des del 2004, la moneda única fou "part del paquet" d'adhesió a la Unió. A diferència dels casos del Regne Unit i Dinamarca, les clàusules d'exclusió no estan permeses.
Eslovènia es convertí en nou membre de la zona euro l'1 de gener del 2007; Malta i Xipre, l'1 de gener del 2008; Eslovàquia, l'1 de gener del 2009; Estònia, l'1 de gener del 2011; i Letònia, l'1 de gener del 2014.
Lituània adoptà l'euro el 2015.
Croàcia, Hongria, Polònia, República Txeca, Bulgària, Rumania i Suècia, tot i que tenen l'obligació d'adoptar l'euro, però no ho van fer encara.
Dinamarca no està obligada a unir-se i tampoc compta amb una data per l'adopció. Aquest també era el cas del Regne Unit quan encara formava part de la UE.
Cal tenir en compte que tots els països que hagin d'adoptar l'euro hauran de romandre almenys dos anys dins de l'ERM II.

## Futures encunyacions
Andorra
Andorra començarà a emetre les seves pròpies monedes d'euro el 2014 (data oficial). Andorra ha estat utilitzant l'euro de facto des de la seva creació, però el 30 de juny del 2011 signà un acord monetari amb la Unió Europea que li permet utilitzar l'euro de manera oficial, així com encunyar les seves pròpies monedes d'euro. Aquest acord entrà en vigor l'1 d'abril del 2012. La data prevista en la qual Andorra havia de començar a encunyar les seves pròpies monedes d'euro era l'1 de juliol del 2013. Tanmateix, a l'octubre del 2012, s'anuncià el retard de l'emissió d'euros fins al 2014. A data de juny del 2014, encara no s'ha produït la posada en circulació dels euros andorrans tot i que s'ha garantit que es produirà abans d'acabar l'any. Encara que comenci a encunyar les seves pròpies monedes d'euro, Andorra (igual que Mònaco, San Marino i el Vaticà) no formarà part de la zona euro.